# 仁德路
仁德路是中華人民共和國上海市虹口區和楊浦區一條東西走向道路，該道路被逸仙路分為兩段，西段西起新市北路，東段東至吉浦路。道路全长874米，宽4.5米至11.0米。道路原本是一條河流，清朝光绪三十一年(1905年)河流被填埋為道路，路名來自於基督教開办的同名慈善機構。